# APO Lewadiakos
Atlitikos Podosferikos Omilos Lewadiakos (gr. Αθλητικός Ποδοσφαιρικός Όμιλος Λεβαδειακός) – grecki klub piłkarski, założony w 1961 roku, z siedzibą w Liwadii.

## Skład na sezon 2017/2018
| Nr | Poz. | Piłkarz                        |
| -- | ---- | ------------------------------ |
| 2  | OB   | Teodoros Tripotseris (kapitan) |
| 3  | OB   | João Francisco                 |
| 4  | OB   | Nwankwo Obiora                 |
| 5  | OB   | Leonardo                       |
| 8  | PO   | Nikos Katarios                 |
| 9  | NA   | Marko Markovski                |
| 12 | PO   | Chahir Belghazouani            |
| 13 | OB   | Janis Zaradukas                |
| 15 | OB   | Ibrahima Niasse                |
| 17 | PO   | Matthew Kapsaskis              |
| 20 | NA   | Petros Jakumakis               |
| 21 | PO   | Zisis Karahalios               |
| 25 | OB   | Sawwas Tsaburis                |

| Nr | Poz. | Piłkarz               |
| -- | ---- | --------------------- |
| 27 | PO   | Nikos Kaltsas         |
| 30 | OB   | Jordão Diogo          |
| 31 | BR   | Anastasios Daskalakis |
| 32 | BR   | Dimitris Sotiriu      |
| 39 | PO   | Mohamed Youssouf      |
| 40 | BR   | Devis Epassy          |
| 42 | PO   | Souleymane Sawadogo   |
| 82 | OB   | Pawlos Mitropulos     |
| 86 | NA   | Chumbinho             |
| 88 | PO   | Jorgos Nikas          |
| 92 | OB   | Moise Adilehou        |
| 99 | NA   | Fotis Joanidis        |